# Katharina Weise
Katharina Weise (* 14. April 1888 in Stettin; † 11. Februar 1975 in Braunschweig) war eine deutsche Schriftstellerin.

## Leben
Katharina Weise lebte bis 1944 in ihrer Geburtsstadt Stettin, danach in Braunschweig. 
Als junge Frau veröffentlichte sie 1908 einen Gedichtband mit dem Titel „Aussaat“, der in der von Carl Busse herausgegebenen Reihe „Neue Deutsche Lyriker“ erschien. Der Band wurde 2017 vom Neisse Verlag neu aufgelegt. Sie ist in der von Max Guhlke herausgegebenen Anthologie „Pommersche Lyrik“ (1913) vertreten, ebenso mit drei Gedichten in dem von Fritz Raeck zusammengestellten Band „Pommersche Literatur“ (1969). 

## Werk
- Aussaat. Gedichte. (= Neue deutsche Lyriker, Band 4). Grote, Berlin 1908. (Neuauflage: Neisse Verlag, Dresden 2017, ISBN 978-3-86276-156-2)